# Щоків
Що́ків — село в Україні, у Вараській громаді Вараського району Рівненської області. Населення становить 256 осіб.

## Географія
Село розташоване на правому березі річки Стир.

## Населення
За переписом населення 2001 року в селі мешкало 256 осіб.

### Мова
Розподіл населення за рідною мовою за даними перепису 2001 року:
| Мова       | Кількість | Відсоток |
| ---------- | --------- | -------- |
| українська | 254       | 99.22%   |
| російська  | 2         | 0.78%    |
| Усього     | 256       | 100%     |